# Велика Вись (заказник)
Вели́ка Вись — гідрологічний заказник загальнодержавного значення в Україні. Розташований у межах Новомиргородського району Кіровоградської області, між селами Лікареве і Листопадове та містом Новомиргородом. 
Площа 568 га. Створений згідно з указом Президента України від 10.12.1994 року № 750/94. Перебуває у віданні: Новомиргородська міська рада (179,7 га), Листопадівська сільська рада (388,3 га). 
Природоохоронний статус надано з метою збереження ділянки заплави річки Великої Висі та її притоки Турії (у пригирловій частині). Тут зберігся типовий для півдня лісостепової зони заплавний лучно-болотний комплекс з переважанням болотної рослинності низинного типу. У складі флори чимало рідкісних для цього регіону видів.

## Галерея

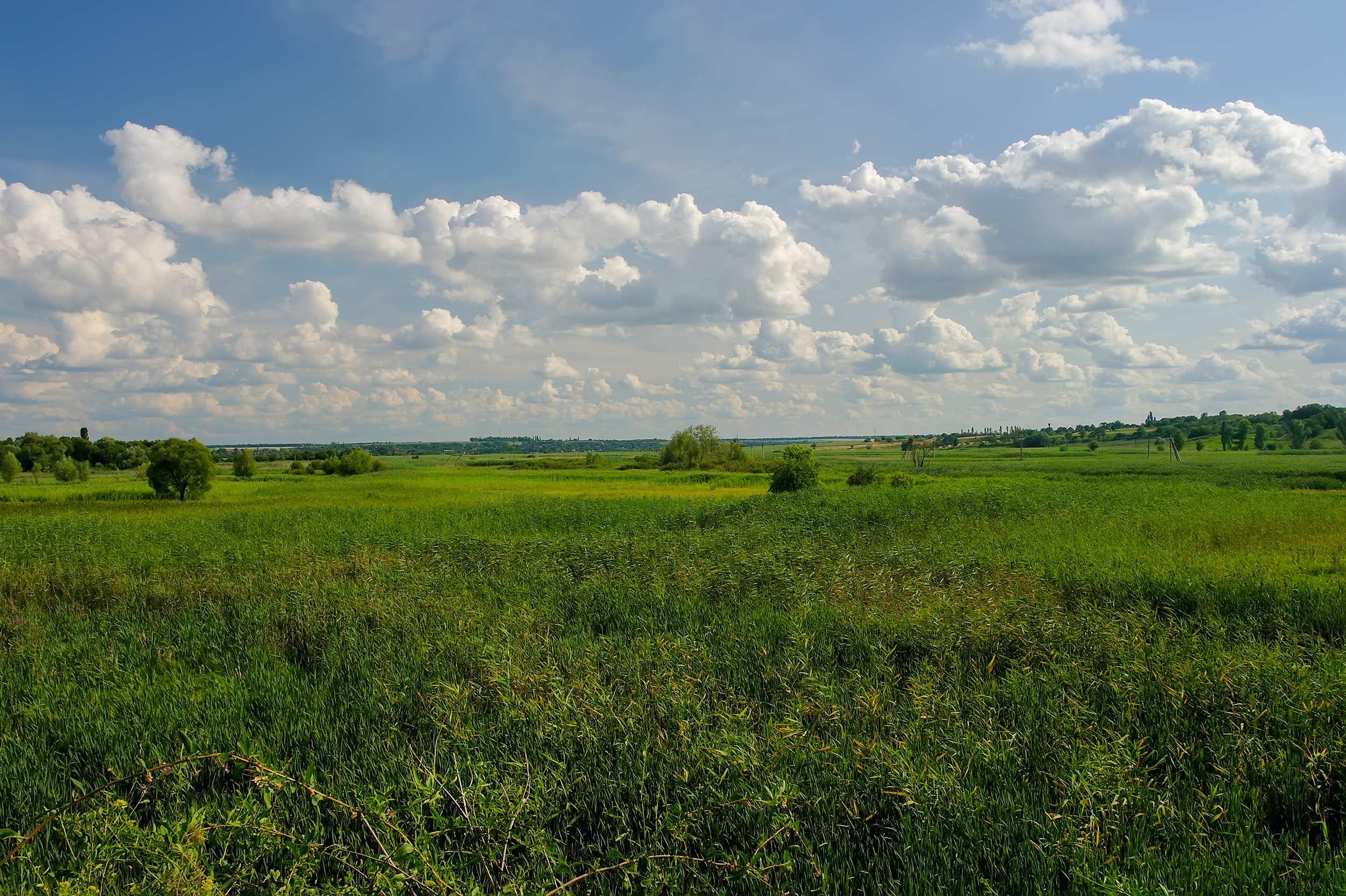
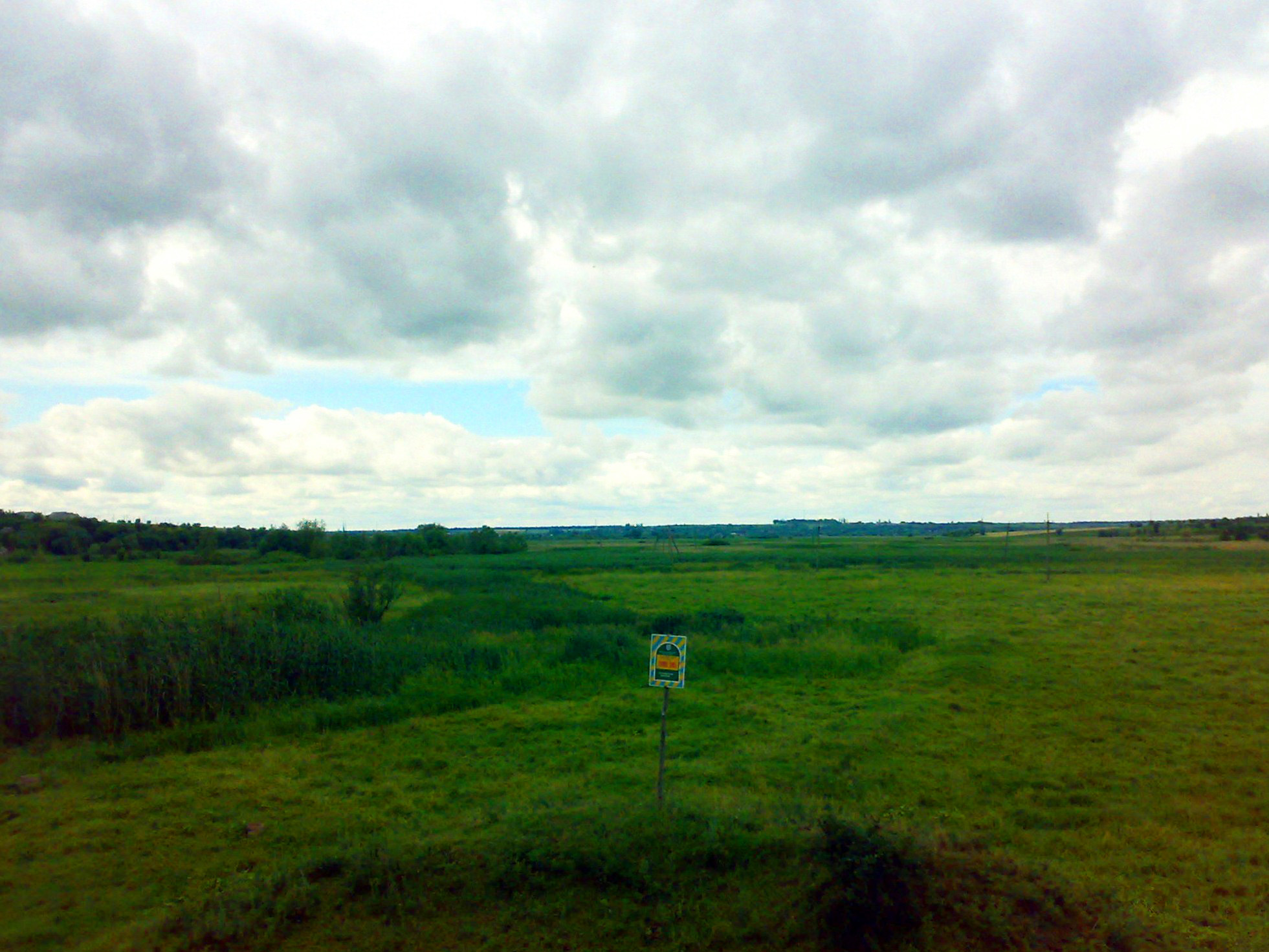
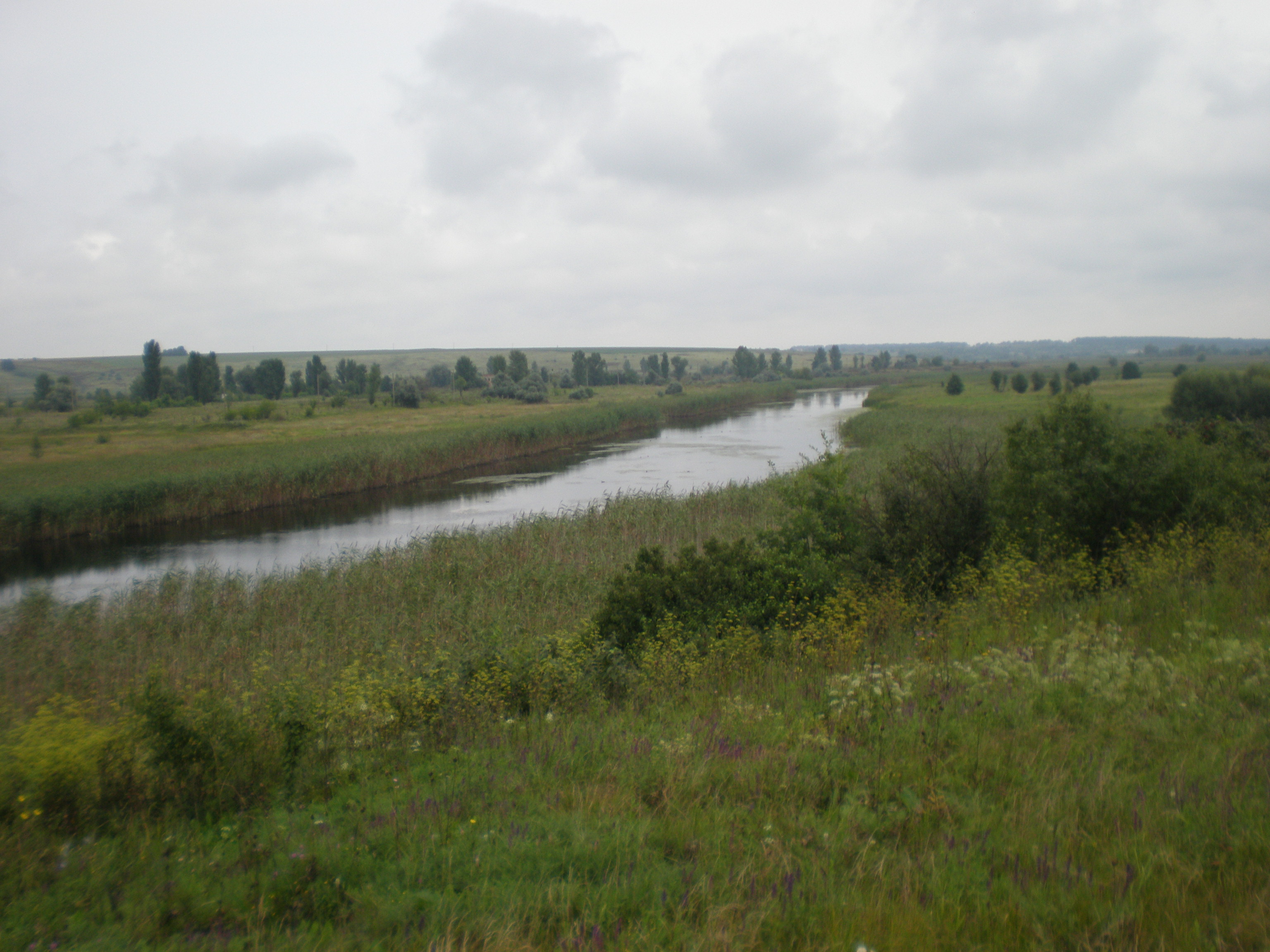
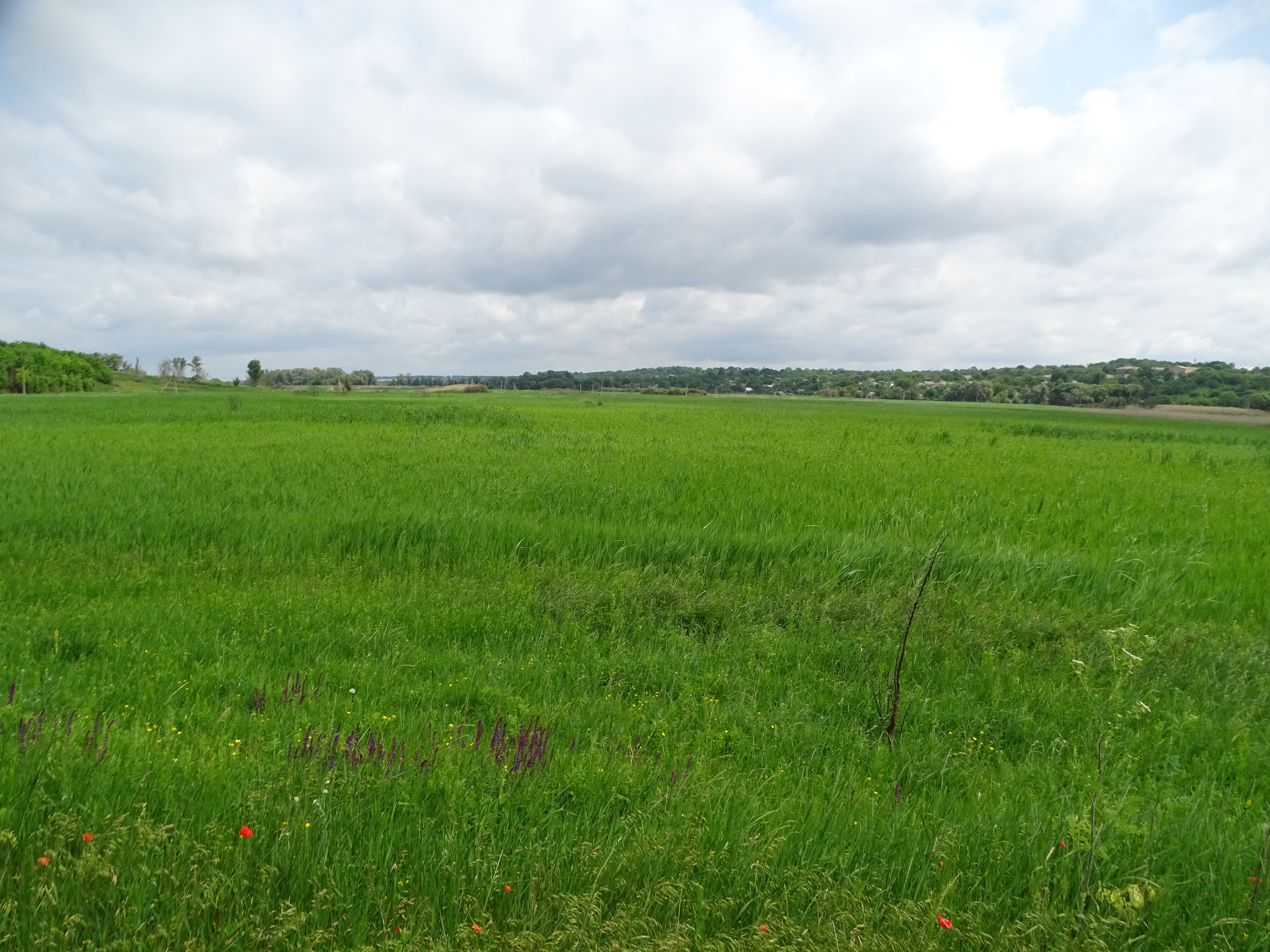
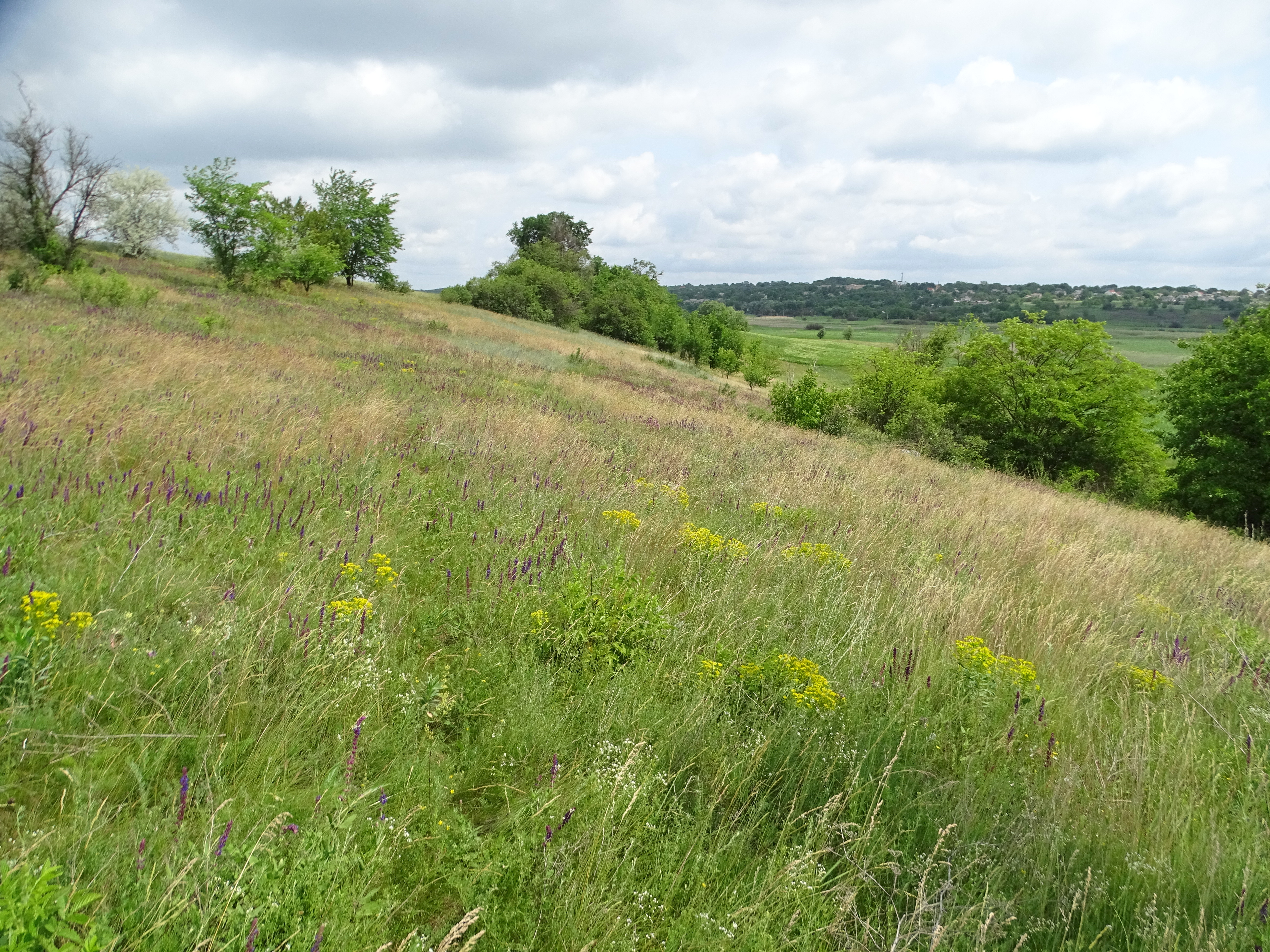
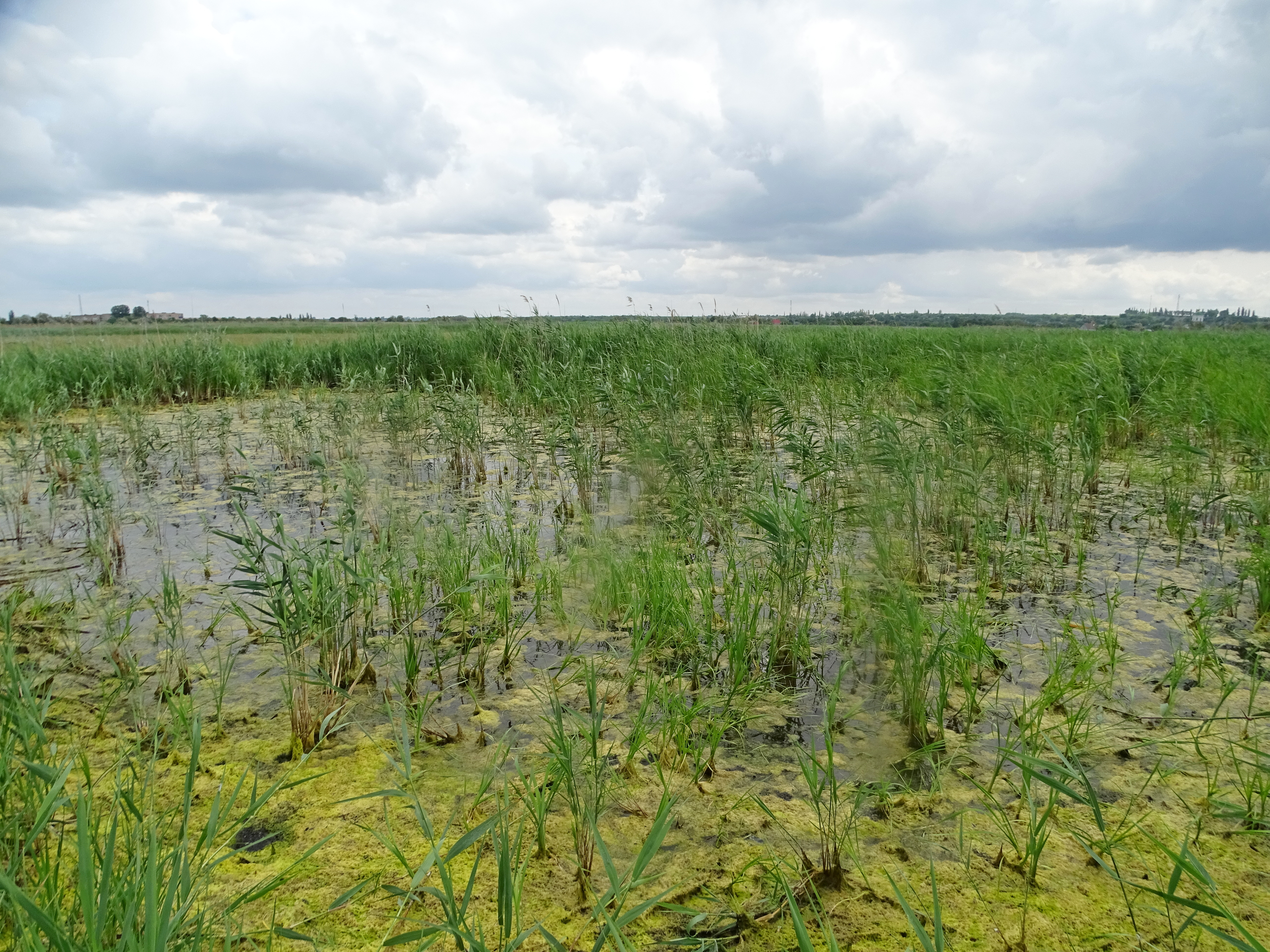
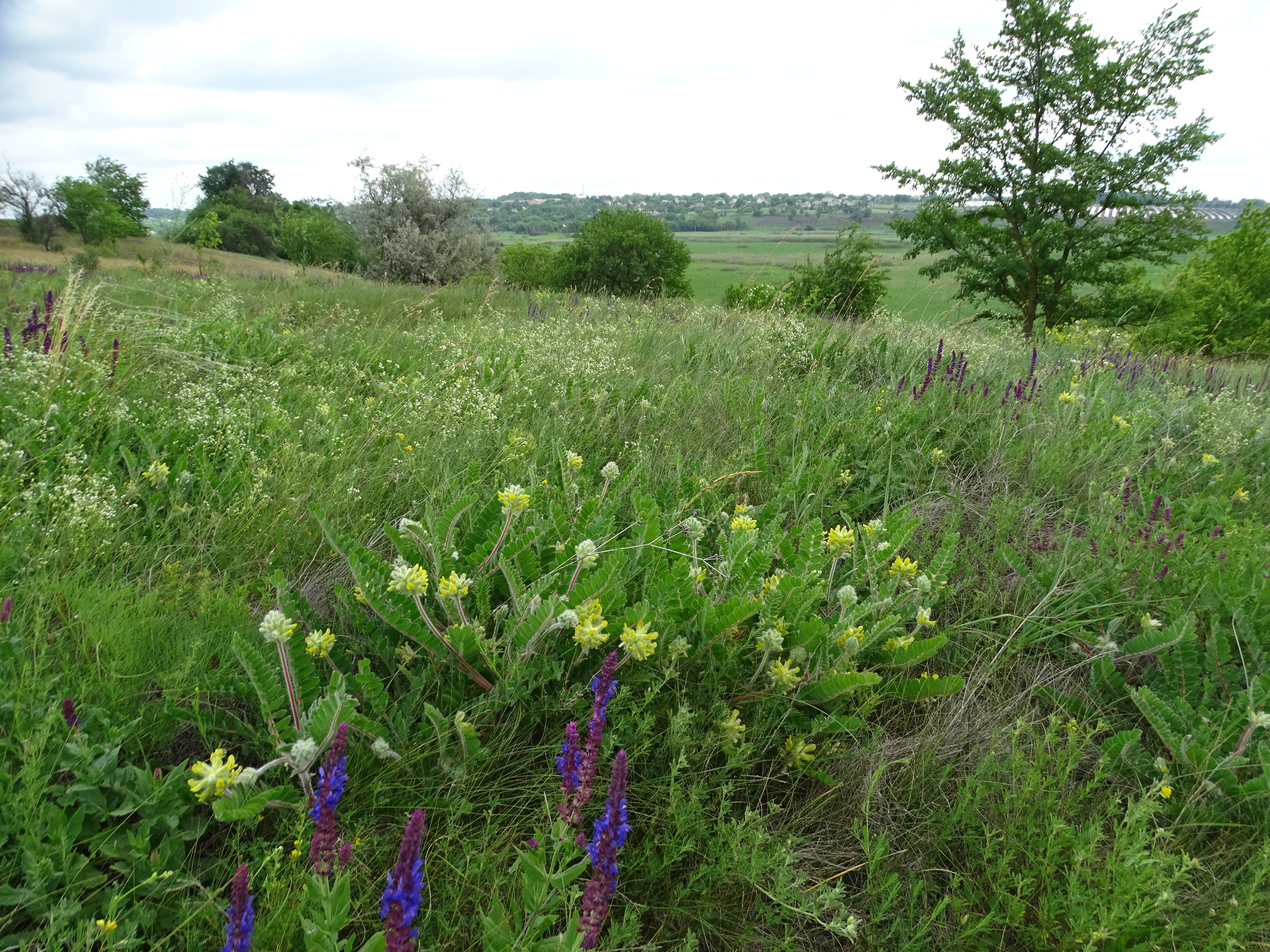
Астрагал шерстистоквітковий у заказнику
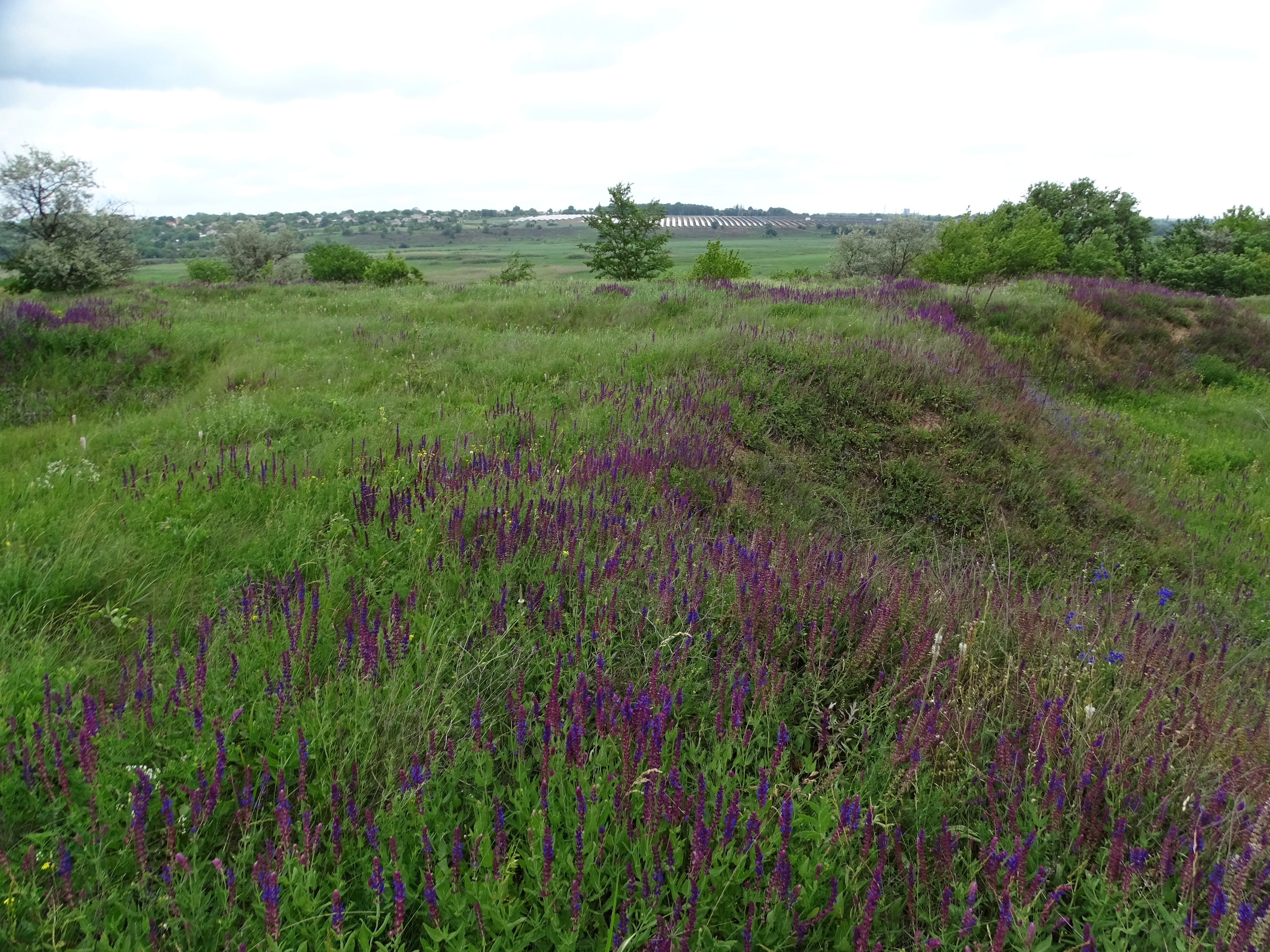
Шавлія гайова в заказнику
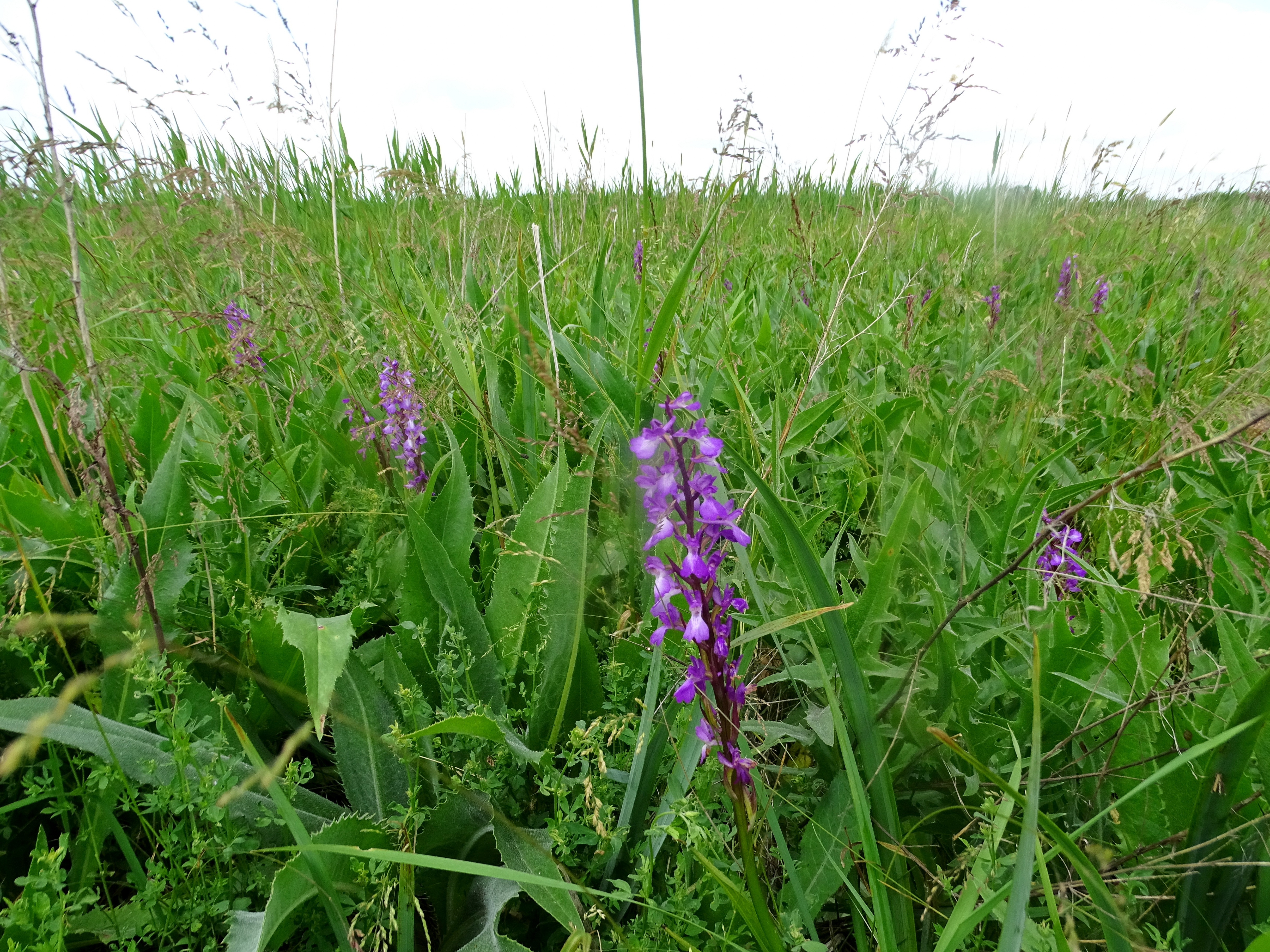
Плодоріжка болотна в заказнику
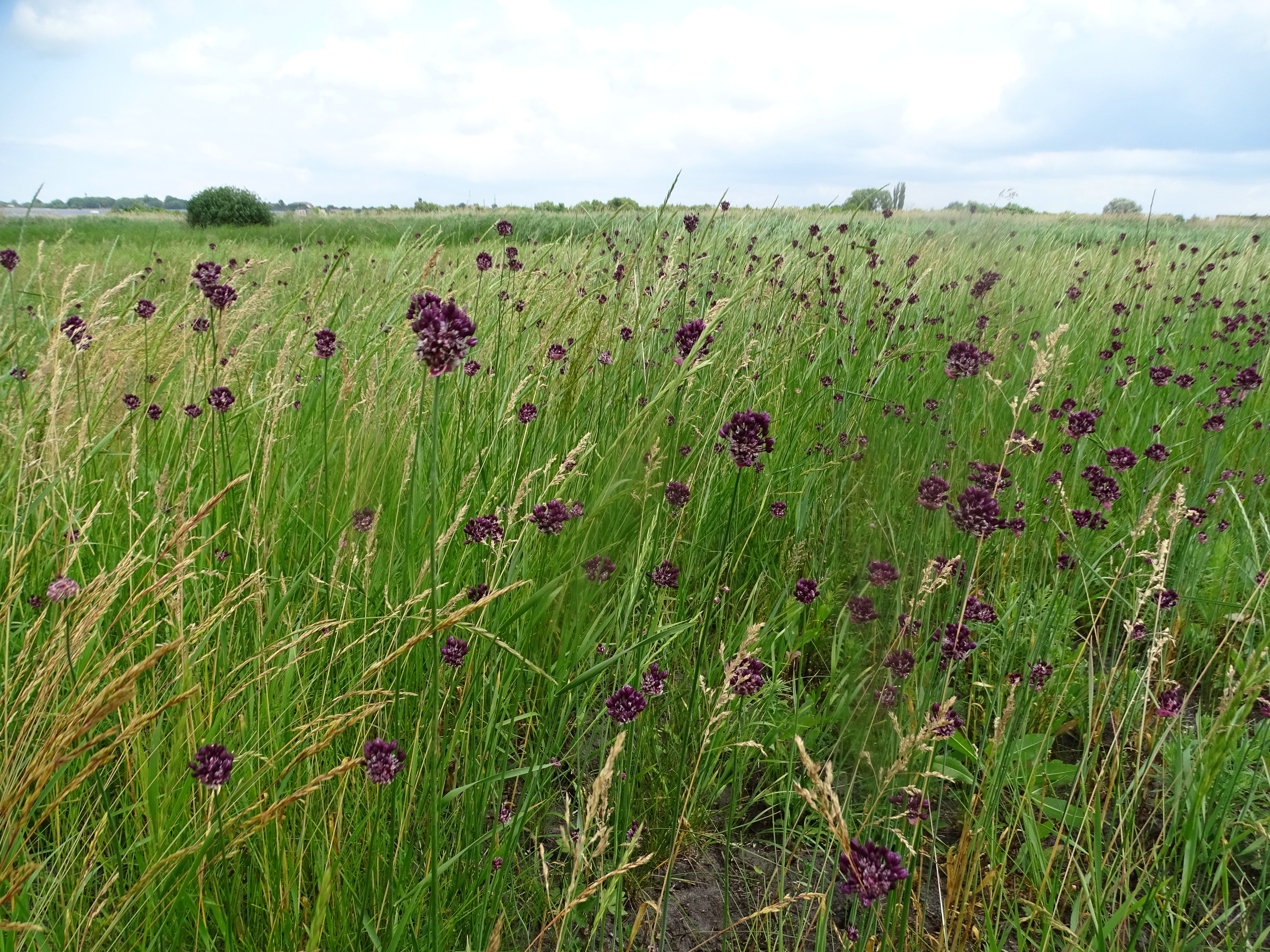
Цибуля-трибулька в заказнику